# Cognet de Seynes
Automobiles Cognet de Seynes war ein französischer Automobilhersteller.

## Unternehmensgeschichte
Victor Cognet und Édouard de Seynes (1882–1957) gründeten 1912 in Lyon das Unternehmen und begann mit der Produktion von Automobilen. Der Markenname lautete Cognet de Seynes. 1920 übernahmen neue Inhaber das Unternehmen mit dem Ziel, jährlich 300 Fahrzeuge herzustellen. Doch schon kurze Zeit danach übernahm de Seynes wieder die Kontrolle. 1926 endete die Produktion. Die Zahl der hergestellten Exemplare schwankt zwischen insgesamt maximal 30 und 20 bis 30 pro Jahr. Zwei Fahrzeuge sind erhalten geblieben.

## Fahrzeuge
Das einzige Modell war mit einem Vierzylindermotor mit 1124 cm³ Hubraum und einem Dreiganggetriebe ausgestattet. Unter anderem gab es Tourenwagen mit drei und mit vier Sitzen.